# Chiesa di San Benedetto (Istanbul)
La chiesa di San Benedetto (in turco Saint Benoit latin Katolik Kilisesi; conosciuta anticamente in italiano anche come Santa Maria della Cisterna) è una chiesa Cattolica romana sita a Istanbul, in Turchia, importante per ragioni storiche. Fondato nel 1427, il santuario è la più antica chiesa cattolica di Istanbul ancora in uso.

## Ubicazione
L'edificio si trova a Istanbul, nel distretto di Beyoğlu, nel quartiere di Karaköy (l'antica Galata), quasi al confine con Tophane, a Kemeraltı Caddesi 11, su una terrazza alla sommità di una scalinata.

## Storia

### Periodo bizantino
Il 12 maggio 1427, il frate benedettino Dom Nicolas Meynet, insieme a frati genovesi, fondò un monastero a Costantinopoli sul versante sud-orientale della collina di Galata. I genovesi avevano ampliato da alcuni anni per la sesta e ultima volta le mura che proteggevano la loro cittadella di Peyre Galata, e il monastero fu costruito proprio all'interno dei nuovi bastioni. La chiesa, dedicata congiuntamente a San Benedetto e alla Vergine Maria (Sancta Maria de Misericordia), giaceva sulle rovine di un'antica chiesa e vicino a una grande cisterna, entrambe bizantine. A causa di ciò, la chiesa era anche conosciuta come "Santa Maria della Cisterna". Il 13 maggio 1449 i frati si unirono alla congregazione di santa Giustina da Padova. Nel 1450, il piccolo monastero aveva 16 monaci. Nel 1453, poco prima della conquista ottomana di Costantinopoli, i frati inviarono tutte le reliquie e gli ornamenti religiosi della loro chiesa a Chios e poi a Genova, per salvarli dall'imminente attacco ottomano.

### Età Ottomana
Dopo il 1478, la comunità fu più volte scossa dalle lotte tra i frati, fino a quando il Sultano Solimano il Magnifico minacciò di convertire l'edificio in una moschea per i Mori che, espulsi in quegli anni dalla Spagna, si erano reinsediati a Galata. Grazie all'intercessione del re Francesco I di Francia, i frati poterono rimanere nel complesso, che divenne la cappella reale dell'Ambasciatore di Francia presso la Porta. Nel 1540, il viaggiatore francese Pierre Gilles visitò il sito e descrisse la gigantesca cisterna con 300 colonne, che furono successivamente smantellate e vendute dai Genovesi. Il 18 novembre 1583, i membri della Compagnia di Gesù guidati da Giulio Mancinelli, inviati da Papa Gregorio XIII su richiesta della Magnifica Communità di Pera (l'amministrazione genovese di Galata), si presero carico della chiesa, fondando una scuola nel recinto del monastero. Il santuario bruciò più volte: dopo il primo incendio nel 1610, fu restaurato da una fondazione veneziana e francese. Saint Benoit fu l'unica chiesa a essere risparmiata dal grande incendio di Galata del 1660, ma il monastero in quell'occasione fu danneggiato e saccheggiato. Durante il diciassettesimo secolo la vita del monastero fu disturbata più volte dalla peste e dalle dispute interne tra i frati. Nel 1686 la chiesa bruciò per negligenza e fu restaurata dai frati e dall'ambasciatore francese. In questa occasione il Muftī di Istanbul donò i pilastri ancora esistenti in cima alle scale e approvò il progetto di ricostruzione con una copertura di tetto in piombo e volte, elementi ammessi solo per le moschee. Nel 1696 la chiesa bruciò nuovamente, ma fu restaurata un anno dopo dall'associazione dei mercanti di Marsiglia. In questo periodo Saint Benoit divenne la chiesa più prestigiosa di Galata, utilizzata come luogo di sepoltura dalle classi superiori del quartiere e da numerosi aristocratici e ambasciatori francesi. Inoltre, Saint Benoit fu anche usata come chiesa nazionale dei tedeschi a Istanbul. Durante questi anni al complesso venne aggiunto un ospedale. Il viaggiatore ottomano del diciassettesimo Evliya Çelebi descrive il santuario come una "chiesa francese con un organo". Nel 1731 l'edificio bruciò di nuovo durante un altro incendio del quartiere, ma fu restaurata nel 1732 dall'ambasciatore francese. Dopo la soppressione della Compagnia di Gesù nel 1773, nel 1783 i frati lazzaristi francesi presero il controllo del complesso. Alla fine del diciottesimo secolo fu costruita una cappella dedicata a Sant'Anna. Dopo problemi durante la rivoluzione francese, nel 1804 i frati restaurarono la chiesa, e trasformarono la scuola esistente nel "Lycée Saint Benoît d'Istanbul" (turco: Özel Saint-Benoît Fransız Lisesi) che esiste ancora oggi ed è una delle più prestigiose scuole private di Istanbul. Nel 1839, le suore appartenenti alla società Soeurs de la Charité (Figlie della Carità) arrivarono dalla Francia fondando la sezione femminile della scuola. Nel 1840 la scuola fu trasferita a Bebek, ma dopo la demolizione di parte dei bastioni genovesi di Galata, la scuola tornò qui. Nel 1865 bruciarono parte della navata sinistra e l'atrio con diverse iscrizioni. Questa parte della chiesa fu restaurata grossolanamente nel 1871. Nel 1867 il complesso fu ampliato con l'erezione del complesso "Maison de la providence", che comprende, tra gli altri, un orfanotrofio, un ospedale e un seminario. La chiesa non è mai stata una delle parrocchie cattoliche romane del quartiere franco di Istanbul, ma è la più antica chiesa cattolica di Istanbul ancora in uso.

## Architettura e interni

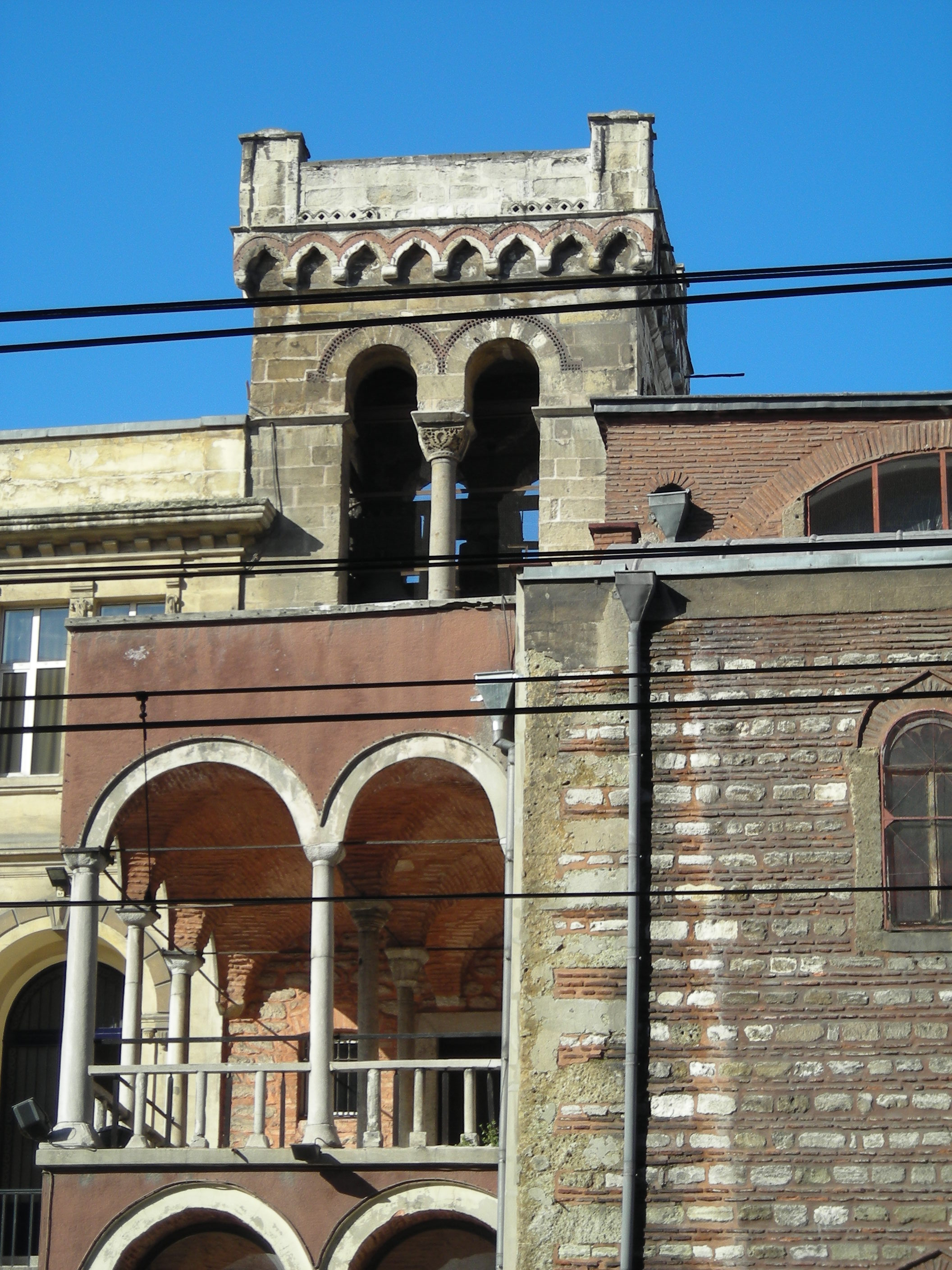
Particolare del campanile, risalente al XV secolo.

La chiesa ha l'ingresso su Kemeraltı Caddesi, e può essere raggiunta da una scala in salita. Il complesso si affaccia su una terrazza, forse parte della cisterna bizantina che un tempo si trovava nelle vicinanze. Durante il periodo ottomano il sito divenne un frutteto e fu poi conosciuto con il nome di Çukurbostan ("giardino cavo"). In origine la chiesetta a tre navate aveva una sola cupola (le due sopra le navate laterali furono aggiunte in seguito), un atrio e una galleria, mentre l'interno era decorato con mosaici molto ammirati che raffigurano la vita e la passione di Cristo. L'edificio rettangolare è orientato in direzione sudovest-nordest e ha un'entrata sul lato ovest con un atrio le cui colonne e capitelli sono quasi totalmente di spoglio provenienti da edifici bizantini. La muratura dell'edificio è costituita da file alternate di pietre e mattoni e le tre navate sono coperte da volte a crociera. La navata principale e quella meridionale risalgono al restauro del 1752, mentre quella nord è stata eretta durante la ricostruzione del 1871. Le prime due navate terminano ad est con piccole camere coperte da cupole. È possibile che la più meridionale di queste camere sia ancora il resto di un'antica chiesa bizantina. Il portale su Kemeraltı Caddesi e il campanile a pianta quadrata e modanatura merlata, in origine una torre di guardia, risalgono entrambi al XV secolo. All'interno, diverse lapidi iscritte del XVII e XVIII secolo ricordano famiglie benestanti di levantini, benefattori della chiesa e ambasciatori francesi. Nella chiesa furono sepolti tra gli altri la nobildonna croata Jelena Zrinska e suo figlio, l'aristocratico ungherese Francesco II Rákóczi, entrambi deceduti in esilio nell'impero ottomano.